# 龍崎翔子
龍崎 翔子（りゅうざき しょうこ、1996年2月9日 - ）は、日本の実業家。株式会社水星（旧社名 L&Gグローバルビジネス）代表取締役。東京大学経済学部卒。

## 経歴・人物
- 19歳の時、母親と共にL&Gグローバルビジネスを設立。北海道・富良野のペンションを事業継承して開業(現在は事業譲渡済み)。
- その後、京都・東九条の「HOTEL SHE, KYOTO」、大阪・弁天町の「HOTEL SHE, OSAKA」、石川・金沢の「香林居」等のホテルを開業。2022年には、神奈川・川崎に、産後ケアリゾート「HOTEL CAFUNE」を開業。過去にプロデュースを手掛けた自社運営の施設として、神奈川・湯河原の「The Ryokan TokyoYUGAWARA」、北海道・層雲峡の「HOTEL KUMOI」がある。
- その他、手掛ける事業として、導入施設数1000以上のホテルの自社予約エンジン「CHILLNN」の開発・運営のほか、宿泊施設の開業・経営支援や自治体の観光PR支援、遊休不動産の活用支援などのプロデュース事業などがある。

## 主な仕事
自社運営
- HOTEL SHE, KYOTO（京都市）
- HOTEL SHE, OSAKA（大阪市）
- 香林居（金沢市）
- HOTEL CAFUNE（川崎市）

サービス
- ホテルシェルター（HOTEL SHE/LTER）
- 泊まれる演劇

コンサルティング
- HOTEL KARAE（佐賀・唐津市）
- RE SORT (長崎・佐世保)
- CHOOSE BASE SHIBUYA　(東京・渋谷)
- SOCO HAUS (東京・後楽園)

## 著書
- クリエイティブジャンプ 世界を３ミリ面白くする仕事術　(文藝春秋社、2024年)
- ファストフォロワーのつくり方　(翔泳社、2024年)　※共著
- フラット・マネジメント: 「心地いいチーム」をつくるリーダーの7つの思考　(眠ディーエヌコーポレーション、2023年)　※共著
- 惚れるホテルを創る愛されるホテリエたち　(オータパブリケイションズ 、2023年)　※共著
- ささるアイディア。：なぜ彼らは「新しい答え」を思いつけるのか　(誠文堂新光社、2021年)　※共著
- 「何者」かになりたい 自分のストーリーを生きる　(集英社、2021年)※共著
- 経営者の孤独。　(ポプラ社、2019年)　※共著

## 出演・受賞歴
テレビ
- セブンルール（2018年7月10日、関西テレビ）
- 坂上&指原のつぶれない店（2019年12月15日、TBS系列）
- クローズアップ現代+（2020年7月8日、NHK）
- ワールドビジネスサテライト（2023年8月18日、テレビ東京）

ラジオ
- TBSラジオ「アシタノカレッジ」

その他
- 京都信用金庫「地域の企業家大賞」優秀賞受賞（2018年）
- Forbes WOMAN OF THE YEAR 2018　受賞（2018年）
- 宣伝会議・販促コンペ2019/2020　審査員（2018年・2019年）
- Forbes 30 UNDER 30　選出（2019年）
- AppleのCM『Macの向こうから』に出演（2019年）
- 京都市「これからの1000年を紡ぐ企業」認定（2020年）
- 内閣府主催「第37回観光戦略実行推進会議」出席（2020年）